# Arhitectura Ucrainei

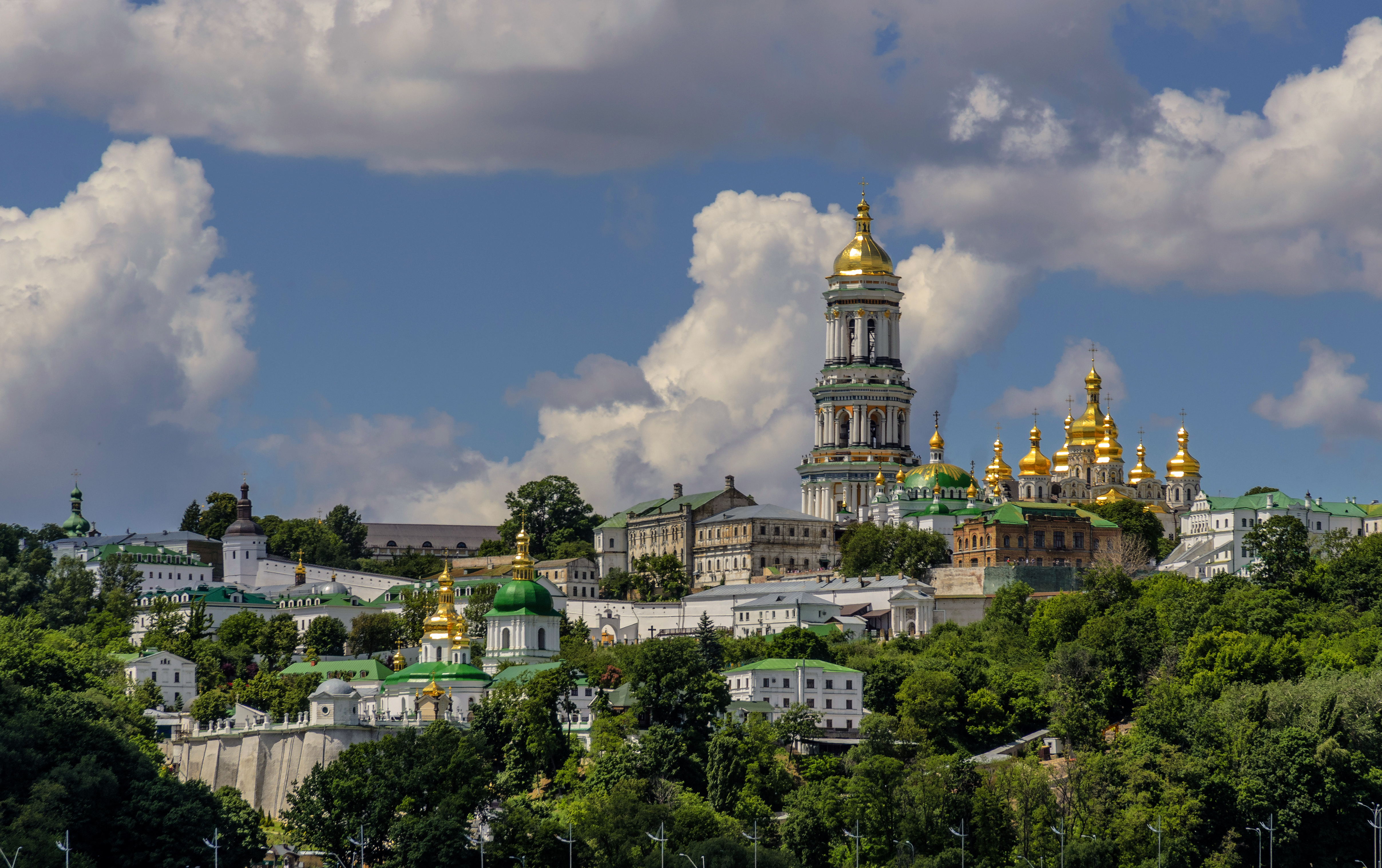
Diversele structuri ale Lavrei Peșterilor din Kiev (în) datează din perioade istorice diferite și, prin stilurile lor, oferă o perspectivă asupra istoriei Ucrainei și a măiestriei artistice bogate dezvoltate de-a lungul acestei perioade îndelungate.

Arhitectura ucraineană își are originile inițiale în statul slav oriental al Rusiei Kievene. După Invazia mongolă a Rusiei Kievene, istoria arhitecturală distinctă a continuat în Cnezatul Galiției-Volînia și, mai târziu, în cadrul Marelui Ducat al Lituaniei. În perioada cazacilor zaporojeni, s-a dezvoltat un stil propriu Ucrainei, influențat de Uniunea statală polono-lituaniană.
După unirea cu Țaratul Rusiei, arhitectura din Ucraina a început să se dezvolte în direcții diferite: multe structuri din regiunile estice, aflate sub dominație rusă, au fost construite în stilurile arhitecturii rusești ale epocii, în timp ce Galiția occidentală s-a dezvoltat sub influențele arhitecturii austro-ungare, ambele cazuri oferind exemple remarcabile. În ciuda acestui fapt, motivele naționale ucrainene au continuat să fie utilizate și au cunoscut o renaștere începând cu începutul secolului al XX-lea, în anumite perioade ale erei sovietice și în Ucraina modernă și independentă.

## Istorie

### Epoca antică

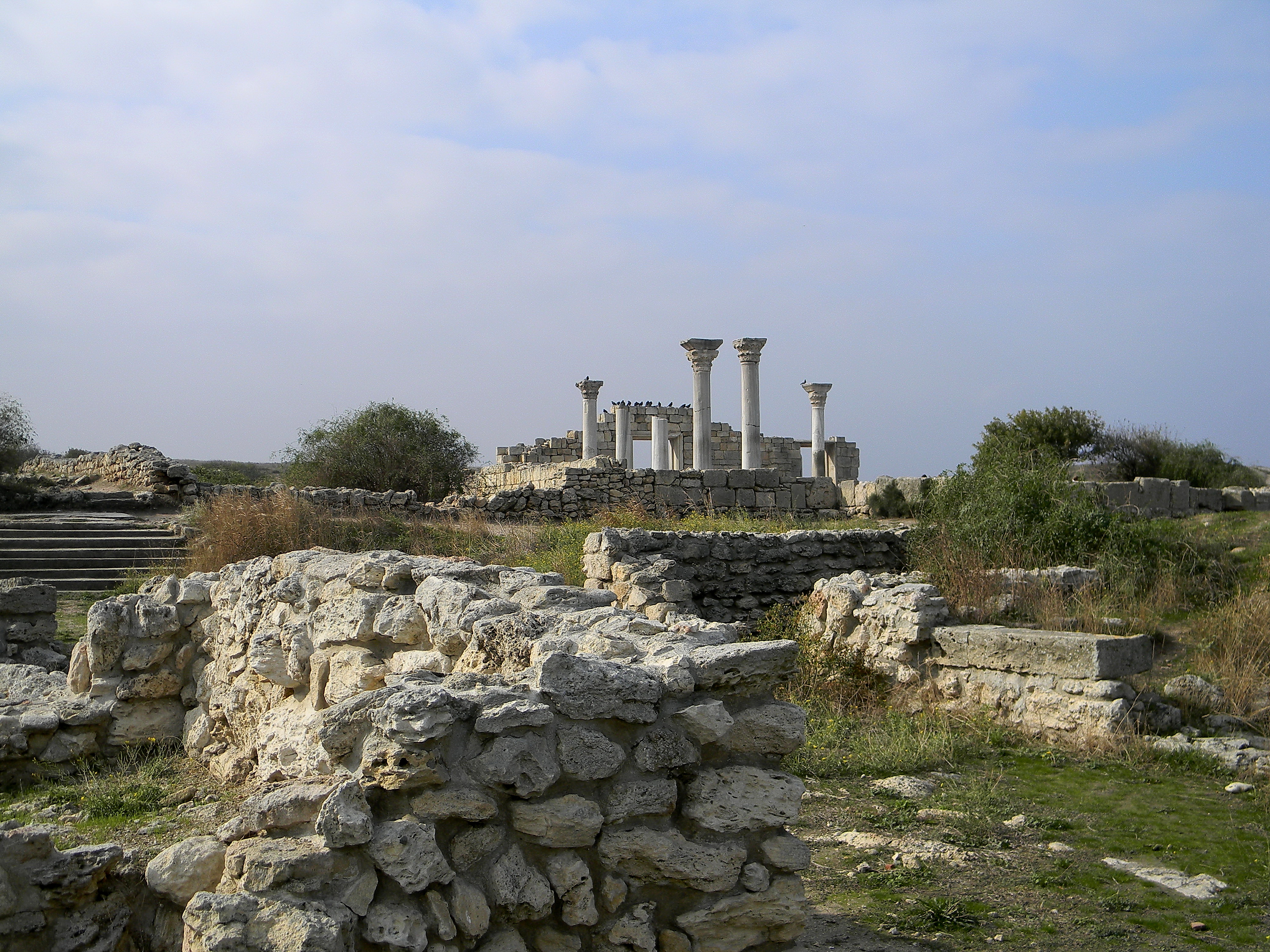
Ruinele coloniei grecești din Chersones, Crimeea

Primele monumente de arhitectură din piatră de pe teritoriul Ucrainei moderne datează din Antichitate. Începând cu secolul al VIII-lea î.Hr., numeroase colonii grecești au apărut pe țărmul nordic al Mării Negre, cele mai importante dintre ele fiind Tyras (azi Cetatea Albă), Olbia, Chersonesos, Feodosia, Pantikapaion (azi Kerci) și altele. La început, arhitectura acestor așezări a fost puternic influențată de tradițiile de construcție ale Ioniei, de unde proveneau mulți dintre coloniști, însă începând cu secolul al V-lea î.Hr. influența ateniană a devenit evidentă în regiune. În primele secole ale erei noastre, arhitectura elenistică s-a răspândit în zona pontică. Printre structurile valoroase păstrate din epoca colonizării grecești în Ucraina modernă se numără ruinele zidurilor de apărare, casele de locuit și templele, precum și elemente de coloane.

### Evul Mediu timpuriu
După distrugerile semnificative din timpul Marii Migrații, arhitectura coloniilor grecești de la Marea Neagră a fost reînviată în perioada bizantină. Printre construcțiile importante realizate în acea vreme se numără bisericile creștine timpurii, multe dintre ele folosind elemente provenite din clădiri antice ruinate. Centrul arhitecturii religioase în Antichitatea târzie și în Evul Mediu timpuriu a fost Chersonesos. Numeroase biserici creștine din perioada cea mai timpurie (secolele IV–VII d.Hr.) aveau un plan în cruce caracteristic, influențat de arhitectura Orientului Mijlociu, însă erau răspândite și rotondele. În secolele VII–IX au apărut bazilicile de tip roman. În arhitectura bisericească a acelei epoci erau reprezentate și forme intermediare. Cel mai bine păstrat monument de arhitectură bizantină din Crimeea este Biserica Sfântului Ioan Botezătorul din Kerci, datând din secolul al VIII-lea.

### Rusia Kieveană (988–1240)
Statul medieval al Rusiei Kievene a fost predecesorul statelor moderne Ucraina, Rusia și Belarus, precum și al culturilor acestora, inclusiv al arhitecturii.
Arhitectura bisericească a Rusiei Kievene a precedat adoptarea creștinismului în 988, iar templele creștine din Kiev sunt menționate încă din anul 945. Primele biserici ortodoxe răsăritene erau construite în principal din lemn, forma cea mai simplă devenind cunoscută sub denumirea de biserică-celulă. Stilul arhitectural al statului kievan a fost puternic influențat de arhitectura bizantină, iar meșteri greci au fost invitați de prințul Vladimir să construiască primele biserici de piatră din regiune, deși au fost prezente și influențe ale arhitecturii romanice din Europa Occidentală. Catedralele importante prezentau adesea numeroase turle mici, fapt ce a determinat unii istorici de artă să interpreteze această caracteristică drept o reminiscență a templelor slave păgâne precreștine. Deși arhitectura timpurie a Rusiei Kievene avea un stil comun, aceasta a evoluat ulterior în mai multe varietăți locale.
Principalele stiluri arhitecturale întâlnite pe teritoriul Ucrainei sunt cele ale școlilor de arhitectură Kiev–Cernihiv, Galițiană, Pereiaslav și Volhiniană. Printre structurile proeminente cunoscute din epoca Rusiei Kievene în Kiev se numără Biserica Zeciuielii (986–996), Catedrala „Sfânta Sofia” (1017–1037), Poarta de Aur (cca 1018–1037), Mănăstirea „Sfântul Mihail” cu Cupole Aurite (1108), Biserica „Sfinții Trei Ierarhi” (secolul al XII-lea), Biserica „Adormirea Maicii Domnului” (1132), Biserica „Sfântul Chiril” (1140), Biserica Mântuitorului din Berestove (secolul al XII-lea), Catedrala „Adormirea Maicii Domnului” (1073) și Biserica-Poartă „Sfânta Treime” (1108) din Lavra Peșterilor din Kiev, Biserica „Sfântul Mihail” din Mănăstirea Vîdubițki (1088) etc. Multe dintre aceste biserici s-au păstrat până în zilele noastre, însă, în cursul secolelor XVI–XVIII, unele dintre ele au fost refăcute la exterior în stil baroc ucrainean. Exemple sunt măreața Catedrală „Sfânta Sofia”, Biserica Mântuitorului din Berestove și Biserica „Sfântul Chiril”. Poarta de Aur din Kiev, construită în 1037, a fost reconstruită în 1982, dar noul său design a fost respins de unii istorici de artă și arhitectură, fiind considerat o fantezie revivalistă.
La Cernihiv, arhitectura epocii Rusiei Kievene este reprezentată de mai multe edificii religioase: Catedrala Schimbarea la Față (1024–1036), Catedrala Sfinților Boris și Gleb (1120–1123), Biserica Sfântului Ilie (1078), Catedrala Adormirii din Mănăstirea Eleț (1060), Biserica Sfintei Parascheva (secolul al XII-lea, reconstruită la sfârșitul anilor 1940) etc. Structuri medievale parțial păstrate se mai găsesc și în alte localități din jurul Kievului și Cernihivului, cum ar fi Oster și Bilohorodka. La Kaniv, Biserica Sfântului Gheorghe, construită în anii 1140, a fost păstrată într-o formă parțial reconstruită. În nordul și vestul Ucrainei, clădirile reprezentative din epoca Rusiei Kievene sunt exemplificate de Biserica „Sfântul Vasile” din Ovruci (construită în 1190 și reconstruită între 1907–1909), Catedrala „Adormirea Maicii Domnului” din Volodîmîr (construită în 1160, reconstruită între 1896–1900), Biserica „Sfântul Pantelimon” de lângă Halîci (construită în jurul anului 1200, reconstruită în 1998). La Halîci și în zonele învecinate au fost descoperite fundațiile mai multor biserici, inclusiv ruinele Catedralei „Adormirea Maici Domnului” din Krîlos, ridicată de cneazul Iaroslav Osmomîsl. Arhitectura din teritoriile Halîciului se remarcă printr-o influență romanică evidentă, vizibilă și la Cernihiv, dar mai puțin pronunțată la Kiev.
Foarte puțină arhitectură laică sau tradițională din epoca Rusiei Kievene s-a păstrat.

### Epoca medievală târzie și începutul epocii moderne
În secolele al XIII-lea și al XIV-lea, lucrările de construcție pe teritoriile Ucrainei de astăzi au fost limitate aproape exclusiv la regiunile din extremitatea vestică. Drept urmare, doar câteva monumente de arhitectură gotică sunt prezente în aceste teritorii. Unele elemente gotice pot fi observate în Catedrala Armeană din Liov (1363), Biserica Nașterii Domnului din Halîci (sfârșitul secolului al XIV-lea), Biserica Sfântului Nicolae din Liov (secolul al XIV-lea) și Mănăstirea Mejirici din Volânia (secolul al XV-lea). Cea mai mare clădire gotică din Ucraina este Catedrala Latină din Liov (sfârșitul secolului al XIV-lea). În secolele al XV-lea–al XVI-lea, un stil bizantin reînnoit s-a răspândit în Bucovina, Galiția, Podolia și Basarabia, fiind reprezentat, printre altele, de biserici din Lavriv, Camenița, Zinkiv și Moghilău.
Războaiele constante și noua politică colonială a șleahtei au dus la dezvoltarea activă a castelelor și fortificațiilor, care au început în secolele XIV-XV. Una dintre cele mai active figuri în acest domeniu a fost Fedor Koriatovych, conducătorul Ducatului Podolia. Printre fortificațiile majore care au apărut în această perioadă se numără castelele din Zinkiv, Sataniv, Medzhybizh (Podolia), Hotin (Basarabia), Pniv, Terebovlia (Galiția), Ostroh, Lutsk, Kremenets (Volhynia), Mukachevo (Transcarpatia) și altele. Un monument unic este biserica fortificată din satul Sutkivtsi din Podolia (1476).
În secolul al XVI-lea, teritoriile ucrainene au cunoscut răspândirea arhitecturii Renașterii, care a fost activ adoptată de orașele autonome ale vremii. Mulți dintre arhitecții proeminenți care au lucrat în acest stil proveneau din Italia, iar numele unora dintre ei au fost păstrate în documente istorice: Petru italianul, Petru Krasowski, Petru Barbona, Paul Dominici romanul, Ambrosius Nutclauss etc. Cea mai semnificativă concentrație de clădiri renascentiste din Ucraina poate fi găsită pe Piața Centrală din Liov și în zonele înconjurătoare, cu structuri proeminente în acest stil, printre care Casa Neagră (1577), Palatul Korniakt (1580), Capela Boim (1617) și Capela Campian (c.1619), Palatul Bandinelli, precum și complexul Bisericii Adormirii: Turnul Korniakt (1572-1578), Capela celor Trei Ierarhi (1578) și biserica propriu-zisă (1591-1629). Aceste două din urmă structuri sunt construite sub influența arhitecturii bisericești tradiționale ucrainene.
La sfârșitul secolului al XVI-lea și începutul secolului al XVII-lea, bisericile care combinau stilul Rennașterii cu tradițiile locale au fost construite și în localitățile Sokal, Novoselytsia, Lutsk, Horodok și Șciîreț. Reconstrucțiile bisericilor mai vechi, care au fost realizate în acea perioadă în Kyiv, Chernihiv, Oster, Pereiaslav, Kaniv și Novgorod-Seversk, au avut și ele elemente de arhitectură renascentistă. Elementele renascentiste târzii sunt prezente și în arhitectura catedralelor romano-catolice din Liov, Lutsk și Kamianets. Stilul Bisericii Sf. Ilie din Subotiv (1656) și al Bisericii Sf. Paraskeva din Liov poate fi considerat ca un tranziționist între Rennaștere și Baroc.

### Era Căzăcească
Barocul ucrainean a apărut în perioada Hetmanatului, în secolele XVII–XVIII. Reprezentând aristocrația căzăcească, acest stil se deosebește de barocul european occidental prin faptul că designurile sale erau mai constructiviste, aveau ornamentație mai moderată și erau mai simple în formă.
Printre cele mai timpurii exemple de baroc ucrainean se numără Catedrala Sfântul Nicolae din Nijîn. Exemple celebre de arhitectură în stil baroc ucrainean includ Lavra Peșterilor din Kiev, Catedrala „Sfântul Gheorghe” a Mănăstirii Vidubițki (1696), Mănăstirea „Sfânta Treime” din Cernihiv (1679), Biserica „Sfânta Treime” din Berejanî, catedrala Mănăstirii Mhar de lângă Lubnî (1684), Catedrala Militară „Sfântul Nicolae” (1690) și Mănăstirea Frăției (1695) din Kiev (ambele distruse de sovietici), Catedrala „Acoperământul Maicii Domnului” din Harkov (1689), Catedrala „Sfântul Duh” din Romnî, Catedrala „Învierea Domnului” din Sumî, biserica lui Adam Kysil din Nîzkînîci (1653), Biserica „Adormirea Maicii Domnului” din Liutenka, regiunea Poltava (distrusă), Biserica „Sfânta Treime” a Mănăstirii Hustînia, regiunea Cernigov (1672–1674), Biserica „Schimbarea la Față” din Priluki (1716).
În secolele al XVII-lea și al XVIII-lea, majoritatea bisericilor medievale din Rutenia au fost remodelate și extinse semnificativ. Au fost adăugate turle suplimentare și decorațiuni elaborate la exterior și interior. Printre cele mai importante exemple de reconstrucție se numără fațadele exterioare ale Catedralei Sfânta Sofia din Kiev (reconstruită între 1691–1705), Catedrala Adormirii Maicii Domnului din Lavra Peșterilor Kievului (reconstruită între 1695–1722), Mănăstirea Sfântul Mihail cu Cupole Aurite, Biserica „Sfântul Mihail” a Mănăstirii Vidubițki și Biserica Mântuitorului din Berestove (reconstruită de Petru Movilă între 1638–1643).
Clădiri civile construite în stil baroc ucrainean includ Fântâna Samson din Kiev, clădirea Cancelariei Regimentare din Cernihiv, reședința Lyzohub din Sedniv, casa lui Polubotok din Liubeci, precum și clădiri administrative și rezidențiale în Kozeleț, Nijîn, Prilukî etc.
Printre cei mai proeminenți arhitecți ai barocului ucrainean s-au numărat Ivan Hrîhorovîci-Barskîi, Stepan Kovnir, Osip Starțev, Adam Zernikaw, Ivan Zarudnîi.
Exemple de arhitectură barocă occidentală se regăsesc mai ales în regiunile vestice ale Ucrainei. Printre acestea se numără castelele din Zbaraj, Berejanî, Pidhîrți, Bar (în ruină) și bisericile romano-catolice din Liov și Kameneț-Podilski.

### Perioada imperială
Pe măsură ce Ucraina de Est și Centrală a fost din ce în ce mai mult integrată în Imperiul Rus, arhitecții ruși au avut ocazia să își realizeze proiectele în peisajul pitoresc oferit de multe orașe și regiuni ucrainene. Biserica Sfântul Andrei din Kiev (1747–1754), construită de Bartolomeo Rastrelli, este un exemplu notabil de arhitectură rococo, iar amplasarea sa pe coama unei coline kievene a transformat-o într-un monument emblematic al orașului. O contribuție la fel de notabilă a lui Rastrelli a fost Palatul Mariinski, construit ca reședință de vară pentru împărăteasa Elisabeta a Rusiei.
Un arhitect proeminent al perioadei barocului târziu în Ucraina a fost Gottfried Johann Schädel, care a condus construcția Marelui Turn de Clopotniță al Lavrei Peceersk din Kiev (1736-1745) și a reconstruit clădirile Academiei Mohyla din Kiev (1736-1740). Alte monumente remarcabile din această perioadă în Ucraina sunt turnurile de clopotniță ale Catedralei „Sf. Sofia” (1748) și ale Mănăstirii „Sf. Mihail” din Kiev, Biserica „Adormirea Maicii Domnului” din Podil (1772), Catedrala „Sf. Gheorghe” din Liov (1744-1764), Primăria din Buceaci, Catedrala „Nașterea Maicii Domnului” din Kozeleț (1752-1763), catedrala principală a Lavrei Poceaiv (1771-1791), Biserica Dominicană din Liov (1749-1764).
Rusia, câștigând războaie succesive împotriva Imperiului Otoman și a vasalului său, Hanatul Crimeii, a anexat în cele din urmă întreaga sud a Ucrainei și Crimeea. Aceste teritorii, redenumite Noua Rusie, urmau să fie colonizate, iar noi orașe, precum Nicolaev, Odesa, Herson și Sevastopol, au fost fondate. Acestea conțineau exemple notabile de arhitectură imperială rusă. În timpul domniei ultimului Hetman al Ucrainei, Kiril Razumovsky, multe dintre orașele căzăcești ale Hetmanatului, cum ar fi Hluhiv, Baturîn și Kozeleț, au fost dotate cu proiecte grandioase realizate de arhitectul desemnat al Rusiei Mici, Andrey Kvasov. Printre structurile notabile construite sub conducerea lui Razumovsky, care au fost păstrate până în zilele noastre, se numără palate în Iahotîn și Baturîn. Alte exemple de arhitectură clasică din această perioadă în Ucraina includ palate în Vyshnivets și Kachanivka, Observatorul Mykolaiv, Mănăstirea „Schimbarea la Față” din Novgorod-Seversk și Conacul Samcîkî.
La începutul secolului al XIX-lea, un nou curent popular în arhitectura din teritoriile ucrainene a fost reprezentat de stilul Empire. Printre structurile remarcabile în acest stil se numără Casa Contractelor, Biserica Mormântul lui Askold și Monumentul Drepturilor Magdeburgice din Kiev, toate construite conform proiectelor lui Andrei Melenskîi, biserici din Horol, Romny, Lubny, Pîreatîn și Pryluky, clopotnița Catedralei „Adormirea Maicii Domnului” din Harkov (1844), primării din Harkov, Kiev, Poltava, Liov, Cernăuți, Kameneț-Podolsk.
După interzicerea utilizării stilurilor arhitecturale ucrainene native în construcția bisericilor, impusă de guvernul imperial rus în 1801, arhitectura ucraineană a fost dominată de proiecte clasice aprobate de autoritățile din Moscova și Sankt Petersburg. Elementele stilului național ucrainean au fost mai bine păstrate în teritoriile ucrainene occidentale. Arhitectura secolului al XIX-lea din marile orașe ucrainene precum Kiev, Odesa, Harkov, Liov, Cernăuți și Herson s-a dezvoltat sub influența eclectismului, a stilului neorenascentist și a altor stiluri europene populare. Sub influența ideilor romantice, în a doua jumătate a secolului al XIX-lea a devenit popular așa-numitul stil ruso-bizantin, în special în arhitectura bisericească. Printre clădirile importante care aparțin acestui stil se numără Catedrala Sfântul Vladimir din Chersones, biserica reconstruită a Zeciuielii și Catedrala Sfântul Volodîmîr din Kiev, reconstrucția catedralei din Volodîmîr, Catedrala Bunei Vestiri din Harkov etc.

### Arhitectura de la sfârșitul secolului al XIX-lea și începutul secolului al XX-lea
Arhitectura Art Nouveau din teritoriile ucrainene a fost influențată de două mari școli: Secesiunea vieneză și Modernismul francez. Exemple importante ale acestui stil sunt gările din Jmerînka și Liov, clădirile civile și rezidențiale din Kiev, Harkov și Odesa. Începând cu anul 1900, un nou stil arhitectural național a început să se contureze datorită lucrărilor arhitecților ucraineni, cel mai important fiind Vasyl Krychevsky. Lucrări majore în acest stil, inspirat de arhitectura populară și barocul ucrainean, sunt Biserica Acoperământului Maicii Domnului din Plîșîveț, lângă Poltava (1902), clădirea Zemstvei Guberniei Poltava (1901–1908), Casa Hrennikov din Dnipro, casa lui Mîhailo Hrușevskîi din Kiev, Școala de Artă din Harkov, numeroase clădiri școlare proiectate de Opanas Slastion etc.
Regiunile de vest ale Ucrainei, care au aparținut fostului Imperiu Austro-Ungar, adăpostesc unele exemple remarcabile de arhitectură central-europeană din secolul al XIX-lea, cum ar fi Teatrul de Operă și Balet din Liov.
Alte monumente arhitecturale:
- Casa Ginzburg din Kiev
- Casa cu Himere din Kiev (Art Nouveau)
- Opera Națională a Ucrainei din Kiev
- Centrul istoric al Odesei – sit al Patrimoniului Mondial UNESCO
- Centrul istoric al orașului Kropîvnîțkîi
- Clădirea Universității din Cernăuți – sit al Patrimoniului Mondial UNESCO

### Uniunea Sovietică
După Revoluția din Octombrie și Războiul Civil Rus, în care a fost implicată și Ucraina, cea mai mare parte a teritoriului ucrainean a fost încorporată în noua Republica Sovietică Socialistă Ucraineană.
În primii ani ai regimului sovietic, politicile de ucrainizare au încurajat numeroși arhitecți ucraineni să folosească motive naționale specifice Ucrainei. Totodată, arhitectura a devenit standardizată, toate orașele primind planuri generale de dezvoltare după care urmau să fie construite. Cu toate acestea, motivele naționale nu au fost adoptate pe scară largă, deoarece noua modă arhitecturală a guvernului sovietic a devenit constructivismul.
În Ucraina Sovietică, în primii 15 ani, capitala a fost orașul estic Harkov. Imediat, a fost dezvoltat un proiect major pentru a „distruge” fața sa burgheză-capitalistă și a crea una nouă, socialistă. Un tânăr arhitect talentat, Viktor Troțenko, a propus o piață centrală mare cu clădiri moderne mari pentru a deveni centrul capitalei. Astfel, a apărut Piața Dzerjinski (acum Piața Libertății), care avea să devină cel mai strălucit exemplu de arhitectură constructivistă în URSS și în străinătate. Acoperind un total de 11,6 ha, este în prezent a treia cea mai mare piață din lume.
Dintre toate, cel mai faimos a fost masivul edificiu Derjprom (1925–1928), care avea să devină un simbol nu doar al Harkovului, ci și al Constructivismului în general. Construit de arhitecții Serghei Serafimov, S. Kraveț și M. Felgher, în doar trei ani a devenit cea mai înaltă structură din Europa, iar caracteristica sa unică constă în simetria care poate fi resimțită doar dintr-un anumit punct, în centrul pieței. Ca un omagiu adus designului ingineresc al Universității Tehnice din Harkov, niciunul dintre încercările de a distruge clădirea în timpul celui de-al Doilea Război Mondial nu a fost de succes, iar aceasta rămâne și astăzi simbolul Harkovului.
Alte exemple, însă, au avut un destin mai puțin favorabil. Un astfel de exemplu a fost Casa Proiectelor (actualmente Universitatea Harkiv), care, din nou, a fost proiectată de Serafimov și construită pentru a simetriza Derzhprom pe curba pieței. De asemenea, era o realizare monumentală a constructivismului. Totuși, în timpul războiului, a fost grav avariată și a fost reconstruită într-un stil semi-stalinist, care a lăsat puține din elementele originale intacte.

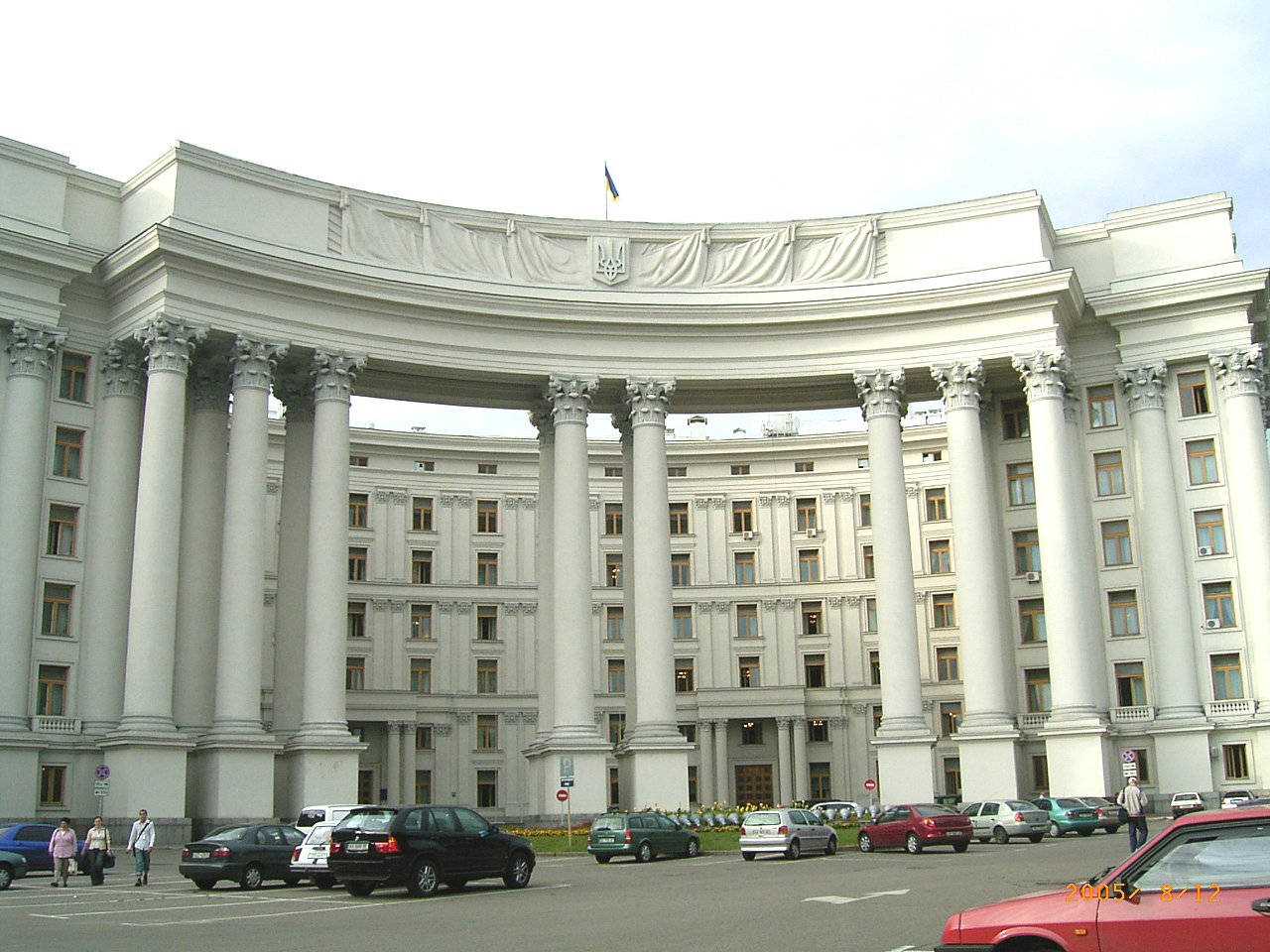
Actuala clădire a Ministerului de Externe al Ucrainei, construită ca parte a unui complex guvernamental, urma să fie amplasată pe teritoriul fostei Mănăstiri „Sf. Mihail cu Domuri de Aur”. Doar una dintre clădiri a fost construită.

În 1934, capitala Ucrainei Sovietice s-a mutat la Kiev. În anii anteriori, orașul era considerat doar un centru regional și, prin urmare, nu a primit multă atenție. Toate acestea aveau să se schimbe, dar la un preț mare. Până în acest punct, primele exemple de arhitectură stalinistă deja începuseră să apară, iar în contextul politicii oficiale, urma să fie construit un oraș nou peste cel vechi. Aceasta însemna că exemple neprețuite, precum Mănăstirea Sf. Mihail cu Domuri de Aur, au fost distruse. Chiar și Catedrala Sf. Sofia era sub amenințare.
Totuși, Al Doilea Război Mondial nu a permis realizarea acestui proiect. Construcțiile pre-război din Kiev care au supraviețuit includ clădirea Comitetului Central al Partidului Comunist al Ucrainei (în prezent ocupată de Ministerul Afacerilor Externe). Proiectată de arhitect, doar aripa nordică a fost finalizată, iar aripa sudică, simetrică și identică, care urma să fie construită pe locul fostei mănăstiri pentru a adăposti Rada Miniștrilor, nu a fost niciodată finalizată. Un alt exemplu este clădirea Verkhovna Rada construită între 1936–1938 de arhitectul Volodymyr Zabolotny.
În urma distrugerilor masive din Al Doilea Război Mondial, a fost prezentat un nou proiect pentru reconstrucția centrului Kievului. Acesta a transformat bulevardul Khreshchatyk într-unul dintre cele mai remarcabile exemple de arhitectură Stalinistă. În total, au fost concepute 22 de proiecte individuale, însă la începutul concursului din 1944, niciunul dintre acestea nu a fost realizat din cauza criticilor extinse. În cele din urmă, în 1948, institutul Kyiv Proekt a prezentat versiunea finală, condusă de arhitecții A. Vlasov și, din 1949, Anatoly Dobrovolsky. În următoarele două decenii, această figură avea să domine toate proiectele majore din capitală.
În ciuda unui început entuziast, care a dus la finalizarea majorității clădirilor, cum ar fi Oficiul Poștal, Consiliul Orașului, elegantul portic alb al Conservatorului și primele clădiri de pe Piața Kalinina, care au fost finalizate până în 1955, noile politici ale arhitecturii au oprit rapid proiectul de a fi realizat în totalitate. Niciunul dintre exemple nu a împărtășit însă soarta Hotelului Ukraina, care urma să fie o clădire înaltă elegantă, asemănătoare cu clădirile celor Șapte Surori din Moscova, dar care a fost lipsită de toate caracteristicile decorative și finalizată într-un stil care ar putea fi descris doar ca neatractiv.

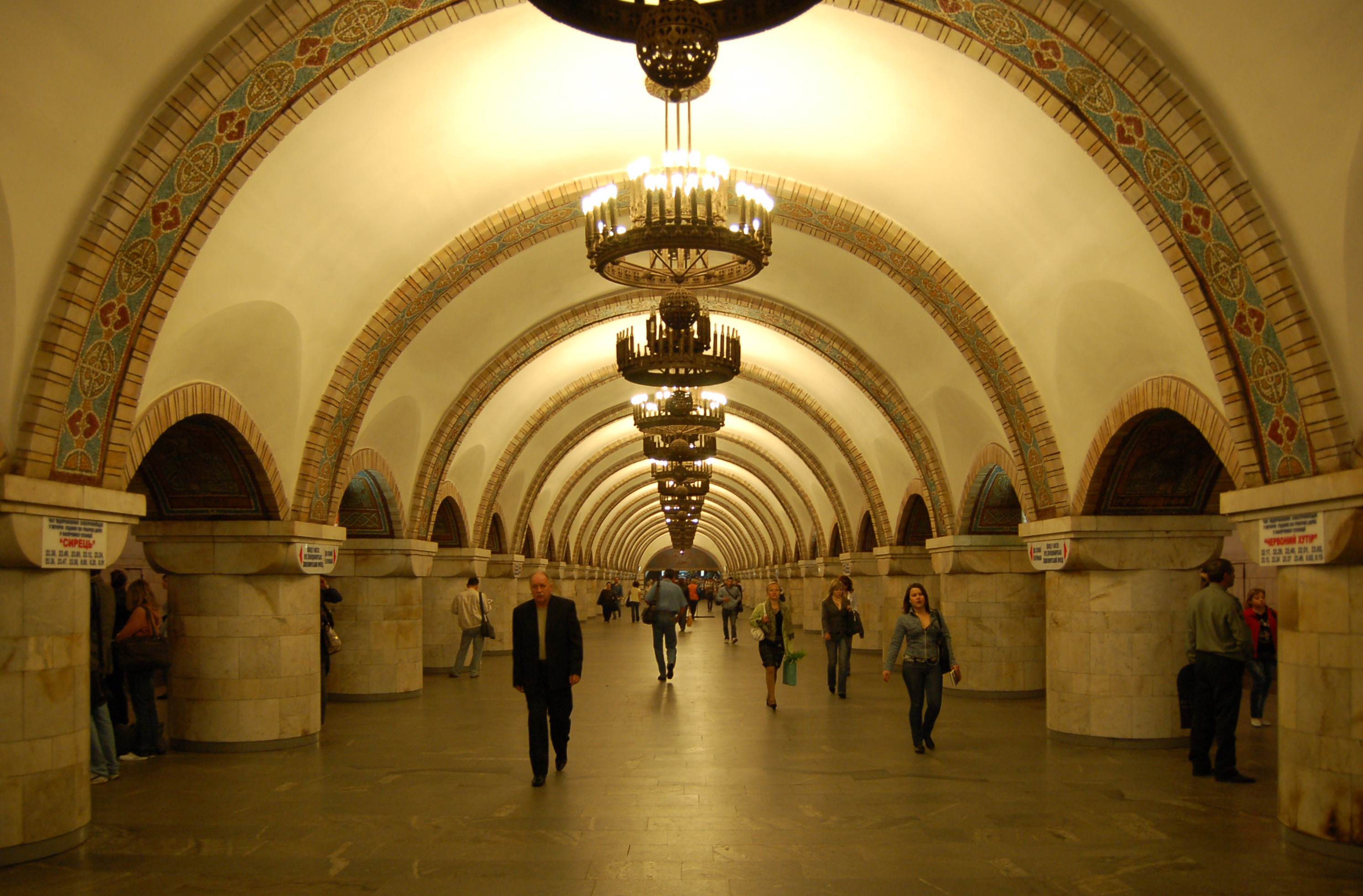
Zoloti Vorota (Metroul din Kiev)

În 1949, a început construcția primei etape a Metroului din Kiev, care a fost deschisă în 1960. În perioada sovietică, stațiile de metrou au fost decorate cu designuri deosebit de vii. Primele trei stații construite de arhitecți ucraineni nu erau de fapt situate în Ucraina. Toate sunt cunoscute sub numele de Kievskaya și se află pe Metroul din Moscova, sub Terminalul Feroviar Kiyevsky.
Toate stațiile de acolo sunt considerate monumente ale arhitecturii datorită caracterului lor autentic unic, pe care stațiile ulterioare din anii 1960 l-au pierdut în fața schimbării politicii către utilitarism. În 1967, a început construcția primei etape a Metroului din Harkov, care a fost deschis în 1975, iar în 1986 i s-a alăturat semi-Metroul Kryvyi Rih Metrotram, iar în 1995, Metroul din Dnipro.

### Ucraina Modernă
Limbajul arhitecturii moderne devine din ce în ce mai global și pluralist în direcția sa artistică. În lucrările arhitecților ucraineni pot fi găsite tot mai frecvent tendințe de postmodernism și high-tech.
Înainte de criza financiară din 2008, stilul caprom al arhitecturii postmoderne a devenit proeminent în Ucraina. Caracterizat printr-un amestec eclectic de elemente ale arhitecturii clasice, moderniste și contemporane, acest stil a primit adesea o evaluare negativă din partea contemporanilor, fiind considerat „kitsc”.
Un exemplu de arhitectură modernă ucraineană include reconstrucția Pieței Maidan Nezalezhnosti din centrul Kievului în 2001, bazată pe Piața Manejnaia din Moscova. În timpul lucrărilor de construcție, au fost adăugate un centru comercial subteran și o serie de monumente, inclusiv Monumentul Independenței. Reconstrucția a fost criticată pentru utilizarea arhitecturii pseudohistorice, reducerea dimensiunii spațiului public și eliminarea fântânii situate pe piață.

## Arhitectura tradițională
Termenul arhitectură tradițională poate fi folosit interschimbabil cu termenii „populară”, „comună”, „autohtonă” și este, de obicei, plasat la celălalt capăt al spectrului față de clădirile proiectate profesional de arhitecți. Cunoștințele despre construcție în arhitectura tradițională sunt bazate pe tradițiile locale și sunt, astfel, în mare măsură transmise din generație în generație. Diferite regiuni ale Ucrainei aveau propriul stil distinctiv de arhitectură tradițională. De exemplu, în Munții Carpați și în zonele înconjurătoare, lemnul și lutul sunt principalele materiale tradiționale de construcție.
Muzeul de Arhitectură Populară și Mod de Viață al Ucrainei Centrale din zona Dnipro se află în Pereiaslav. Muzeul în aer liber conține 13 muzee tematice, 122 de exemple de arhitectură națională și peste 30.000 de obiecte culturale istorice. Muzeul de Finisaje Decorative este unul dintre muzeele importante care conservă lucrările de aplicare decorativă în arhitectura ucraineană.

## Arhitectura tătară crimeeană

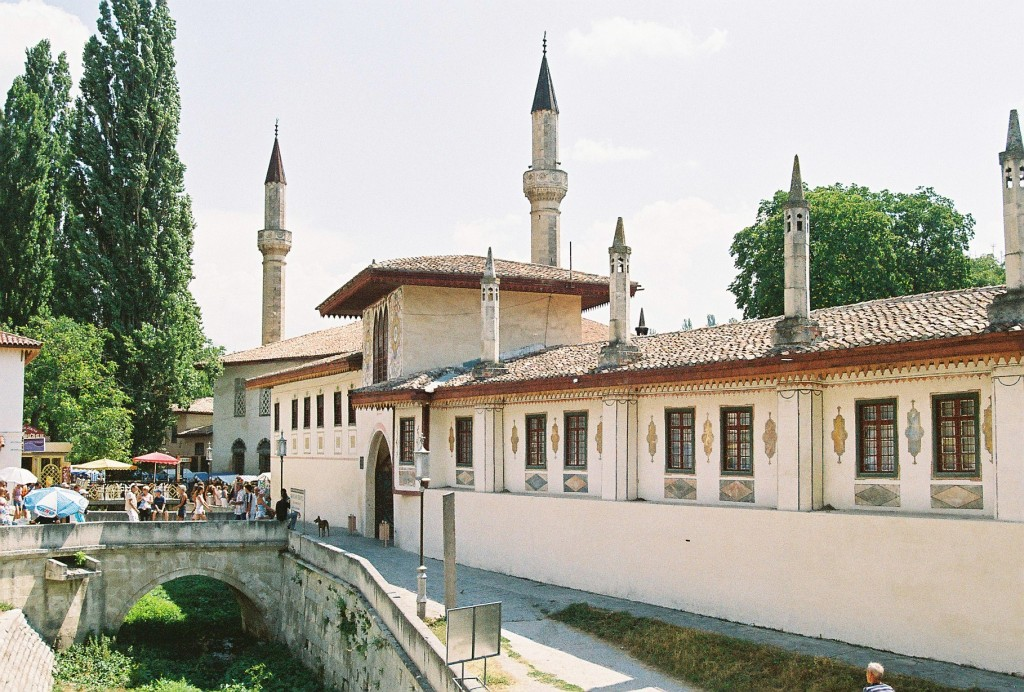
Palatul Bahcisarai

Când Crimeea era condusă de Hanatul Crimeii, perioada a lăsat în urmă mai multe construcții inspirate de motive islamice. Cea mai faimoasă dintre acestea a fost Palatul Bahcisarai, realizat printr-un efort comun al arhitecților persani, turci și italieni.

## Arhitectura evreiască
Sinagogile evreiești istorice remarcabile au fost păstrate în mai multe orașe ucrainene, cum ar fi Șarhorod, Sataniv și Jovkva. Construirea acestor sinagogi prezintă elemente comune cu stilul arhitectural local ucrainean.

## Cele Șapte Minuni ale Ucrainei

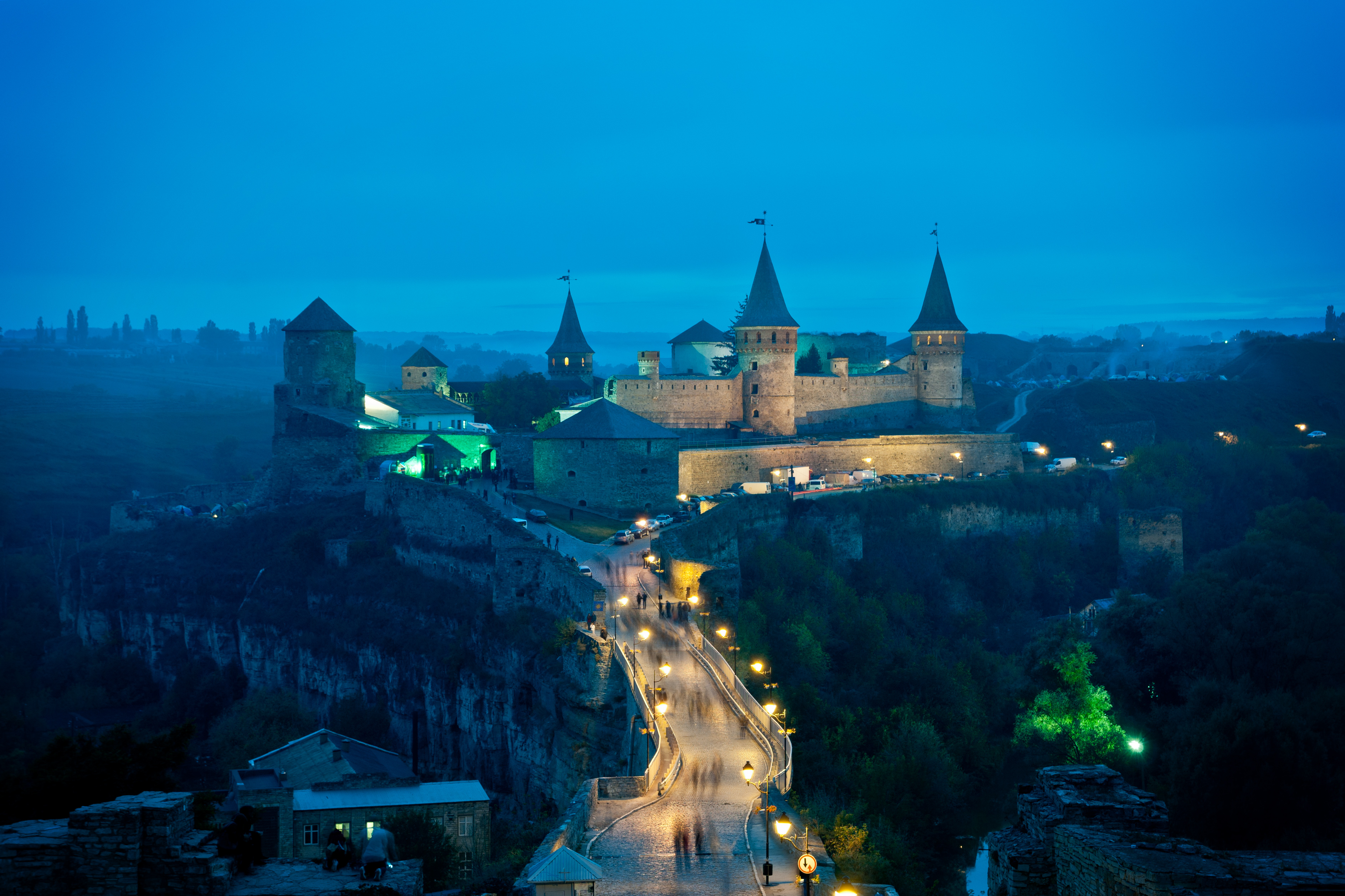
Castelul Camenița - una dintre cele Șapte Minuni ale Ucrainei

La 24 august 2007 au fost anunțate cele Șapte Minuni ale Ucrainei. Inițiatorul acestui proiect este deputatul în Consiliul Suprem, Mykola Tomenko. Scopul principal al acestui proiect este de a atrage atenția mass-mediei și cetățenilor țării asupra celor mai populare monumente istorice și culturale ale Ucrainei.
Cele Șapte Minuni ale Ucrainei reprezintă o extensie logică a setului de proiecte cu motto-ul „Descoperă Ucraina!” care au avut loc cu scopul de a ajuta la descoperirea Ucrainei cu peisajele sale de neînlocuit, o istorie interesantă și oportunitățile sale recreative bogate.
În 2008, un alt proiect a avut loc sub denumirea „Șapte Minuni Naturale ale Ucrainei”. Acesta reprezenta a doua etapă a proiectului principal „Șapte Minuni ale Ucrainei”, care s-a concentrat inițial pe obiectivele istorice, culturale și arhitecturale ale țării. A doua etapă urma să identifice principalele obiecte geologice, cum ar fi stânci, lanțuri montane, peșteri, lacuri, râuri, păduri naturale.
Acest proiect, ca și predecesorul său, are trei etape. În prima etapă, fiecare regiune (Oblast) își introduce nominalizările, iar din cele 100 selecționate, 21 vor trece în etapa următoare. În următoarele trei luni, vor fi aleși 21 de câștigători din cele 100, iar în etapa finală vor fi desemnate cele șapte minuni. Proiectul este organizat de următoarele instituții: Serviciul Național Turistic al Ucrainei, Comitetul Congresului pentru Politici de Tineret, Sport și Turism, compania națională de radio a Ucrainei, televiziunea ICTV, revista Mandry și altele.